# Almaty centralstadion
Almaty centralstadion (kazakiska: Алматы орталық стадионы  Almaty ortalyq stadion; ryska: Центральный стадион Алма-Ата Tsentralnyj stadion Alma-Ata) är en multiarena i Almaty i Kazakstan som används främst för fotboll. Den invigdes 1958.
Inför världsmästerskapet i bandy för herrar 2012 har man byggt en konstisbana bredvid huvudarenan. Renovering har utförts 1997, 2004 och 2011 (sistnämnda inför bandy-VM).